# Carlos Adrián Valdez
Carlos Adrián Valdez Suárez (Montevideo, 2 maggio 1983) è un calciatore uruguaiano, difensore del Porongos.

## Carriera

### Club
Cresciuto nelle giovanili del Nacional Montevideo, con questa squadra rimane per cinque stagioni, vincendo due campionati.
Viene acquistato nell'agosto 2005 dal Treviso, in cui disputa due campionati: il primo di Serie A termina con la retrocessione in Serie B.
Nel 2007 viene acquistato dalla Reggina: con i calabresi disputa tre stagioni, la seconda delle quali termina con una nuova retrocessione in Serie B.
All'inizio della quarta stagione con gli amaranto, il 31 agosto 2010 viene tesserato in prestito con diritto di riscatto dal Siena.
Nel mercato di riparazione del gennaio 2011, visto lo scarso impiego nella squadra toscana, decide di ritornare in Uruguay, sempre con la modalità del prestito, verso Montevideo, sponda Peñarol.

### Nazionale
Ha disputato il campionato sudamericano di calcio Under-20 nel 2003.
Con la sua nazionale disputa 17 incontri tra il 2006 e il 2010, senza mettere a segno reti. Ha preso parte alla Copa América 2007, giungendo quarto con la propria nazionale e disputando la finale per il terzo e quarto posto.

## Statistiche

### Presenze e reti nei club
Statistiche aggiornate a maggio 2016.
| Stagione                   | Squadra                    | Campionato                 | Campionato | Campionato | Coppe nazionali | Coppe nazionali | Coppe nazionali | Coppe continentali | Coppe continentali | Coppe continentali | Totale | Totale |
| Stagione                   | Squadra                    | Comp                       | Pres       | Reti       | Comp            | Pres            | Reti            | Comp               | Pres               | Reti               | Pres   | Reti   |
| -------------------------- | -------------------------- | -------------------------- | ---------- | ---------- | --------------- | --------------- | --------------- | ------------------ | ------------------ | ------------------ | ------ | ------ |
| 2002                       | Nacional Montevideo        | PD                         | 4          | 0          |                 |                 |                 |                    |                    |                    |        |        |
| 2003                       | Nacional Montevideo        | PD                         | 12         | 0          |                 |                 |                 |                    |                    |                    |        |        |
| 2004                       | Nacional Montevideo        | PD                         | 13         | 0          |                 |                 |                 |                    |                    |                    |        |        |
| 2005                       | Nacional Montevideo        | PD                         | 16         | 0          |                 |                 |                 |                    |                    |                    |        |        |
| 2005-2006                  | Nacional Montevideo        | PD                         | 0          | 0          |                 |                 |                 |                    |                    |                    |        |        |
| Totale Nacional Montevideo | Totale Nacional Montevideo | Totale Nacional Montevideo | 45         | 0          |                 |                 |                 |                    |                    |                    |        |        |
| 2005-2006                  | Treviso                    | A                          | 19         | 0          | CI              | ?               | ?               | -                  | -                  | -                  | 19+    | 0+     |
| 2006-2007                  | Treviso                    | B                          | 34         | 2          | CI              | ?               | ?               | -                  | -                  | -                  | 34+    | 2+     |
| Totale Treviso             | Totale Treviso             | Totale Treviso             | 53         | 2          |                 |                 |                 |                    |                    |                    | 53+    | 2+     |
| 2007-2008                  | Reggina                    | A                          | 33         | 0          | CI              | ?               | ?               | -                  | -                  | -                  | 33+    | 0+     |
| 2008-2009                  | Reggina                    | A                          | 30         | 0          | CI              | ?               | ?               | -                  | -                  | -                  | 30+    | 0+     |
| 2009-2010                  | Reggina                    | B                          | 31         | 1          | CI              | 3               | 0               | -                  | -                  | -                  | 34     | 1      |
| Totale Reggina             | Totale Reggina             | Totale Reggina             | 94         | 1          |                 | 3+              | 0+              |                    |                    |                    | 97+    | 1+     |
| 2010-2011                  | Siena                      | B                          | 3          | 0          | CI              | 1               | 0               | -                  | -                  | -                  | 4      | 0      |
| gen.-giu 2011              | Peñarol                    | PD                         | 7          | 0          |                 |                 |                 | CL                 | 13                 | 0                  | 20     | 0      |
| 2011-2012                  | Peñarol                    | PD                         | 22         | 0          |                 |                 |                 | CL                 | 6                  | 1                  | 28     | 1      |
| 2012-2013                  | Peñarol                    | PD                         | 27         | 0          |                 |                 |                 | CL                 | 6                  | 0                  | 33     | 0      |
| 2013-2014                  | Peñarol                    | PD                         | 13         | 0          |                 |                 |                 | CL                 | 5                  | 0                  | 18     | 0      |
| 2014-2015                  | Peñarol                    | PD                         | 25         | 0          |                 |                 |                 | CL                 | 6                  | 0                  | 31     | 0      |
| 2014-2015                  | Peñarol                    | PD                         | 23         | 0          |                 |                 |                 | CL                 | 3                  | 0                  | 26     | 0      |
| Totale Peñarol             | Totale Peñarol             | Totale Peñarol             | 117        | 0          |                 |                 |                 |                    | 39                 | 1                  | 156    | 1      |
| Totale carriera            | Totale carriera            | Totale carriera            | 309        | 3          |                 | 4+              | 0+              |                    | 39                 | 1                  | 348    | 1      |

### Cronologia presenze e reti in nazionale
| Cronologia completa delle presenze e delle reti in nazionale ― Uruguay | Cronologia completa delle presenze e delle reti in nazionale ― Uruguay | Cronologia completa delle presenze e delle reti in nazionale ― Uruguay | Cronologia completa delle presenze e delle reti in nazionale ― Uruguay | Cronologia completa delle presenze e delle reti in nazionale ― Uruguay | Cronologia completa delle presenze e delle reti in nazionale ― Uruguay | Cronologia completa delle presenze e delle reti in nazionale ― Uruguay | Cronologia completa delle presenze e delle reti in nazionale ― Uruguay |
| Data                                                                   | Città                                                                  | In casa                                                                | Risultato                                                              | Ospiti                                                                 | Competizione                                                           | Reti                                                                   | Note                                                                   |
| ---------------------------------------------------------------------- | ---------------------------------------------------------------------- | ---------------------------------------------------------------------- | ---------------------------------------------------------------------- | ---------------------------------------------------------------------- | ---------------------------------------------------------------------- | ---------------------------------------------------------------------- | ---------------------------------------------------------------------- |
| 1-3-2006                                                               | Liverpool                                                              | Inghilterra                                                            | 2 – 1                                                                  | Uruguay                                                                | Amichevole                                                             | -                                                                      | 90+1’                                                                  |
| 21-5-2006                                                              | East Rutherford                                                        | Uruguay                                                                | 1 – 0                                                                  | Irlanda del Nord                                                       | Amichevole                                                             | -                                                                      |                                                                        |
| 23-5-2006                                                              | Los Angeles                                                            | Uruguay                                                                | 2 – 0                                                                  | Romania                                                                | Amichevole                                                             | -                                                                      |                                                                        |
| 27-5-2006                                                              | Belgrado                                                               | Serbia e Montenegro                                                    | 1 – 1                                                                  | Uruguay                                                                | Amichevole                                                             | -                                                                      |                                                                        |
| 30-5-2006                                                              | Radès                                                                  | Libia                                                                  | 1 – 2                                                                  | Uruguay                                                                | LG Cup 2006 (Tunisia) - Semifinale                                     | -                                                                      | 73’                                                                    |
| 2-6-2006                                                               | Radès                                                                  | Tunisia                                                                | 0 – 0 dts (1 – 3 dtr)                                                  | Uruguay                                                                | LG Cup 2006 (Tunisia) - Finale                                         | -                                                                      |                                                                        |
| 16-8-2006                                                              | Alessandria d'Egitto                                                   | Egitto                                                                 | 0 – 2                                                                  | Uruguay                                                                | Amichevole                                                             | -                                                                      | 46’                                                                    |
| 14-7-2007                                                              | Caracas                                                                | Uruguay                                                                | 1 – 3                                                                  | Messico                                                                | Coppa America 2007 - Finale 3º posto                                   | -                                                                      |                                                                        |
| 12-9-2007                                                              | Johannesburg                                                           | Sudafrica                                                              | 0 – 0                                                                  | Uruguay                                                                | Amichevole                                                             | -                                                                      | 45’                                                                    |
| 28-5-2008                                                              | Oslo                                                                   | Norvegia                                                               | 2 – 2                                                                  | Uruguay                                                                | Amichevole                                                             | -                                                                      | Ammonizione                                                            |
| 20-8-2008                                                              | Sapporo                                                                | Giappone                                                               | 1 – 3                                                                  | Uruguay                                                                | Amichevole                                                             | -                                                                      |                                                                        |
| 19-11-2008                                                             | Parigi                                                                 | Francia                                                                | 0 – 0                                                                  | Uruguay                                                                | Amichevole                                                             | -                                                                      | 19’                                                                    |
| 11-2-2009                                                              | Tripoli                                                                | Libia                                                                  | 2 – 3                                                                  | Uruguay                                                                | Amichevole                                                             | -                                                                      | 81’                                                                    |
| 6-6-2009                                                               | Montevideo                                                             | Uruguay                                                                | 0 – 4                                                                  | Brasile                                                                | Qual. Mondiali 2010                                                    | -                                                                      | 58’                                                                    |
| 12-8-2009                                                              | Algeri                                                                 | Algeria                                                                | 1 – 0                                                                  | Uruguay                                                                | Amichevole                                                             | -                                                                      | 75’                                                                    |
| 9-9-2009                                                               | Montevideo                                                             | Uruguay                                                                | 3 – 1                                                                  | Colombia                                                               | Qual. Mondiali 2010                                                    | -                                                                      | 30’                                                                    |
| 11-8-2010                                                              | Lisbona                                                                | Angola                                                                 | 0 – 2                                                                  | Uruguay                                                                | Amichevole                                                             | -                                                                      | 60’                                                                    |
| Totale                                                                 |                                                                        | Presenze                                                               | 17                                                                     |                                                                        | Reti                                                                   | 0                                                                      |                                                                        |

## Palmarès

### Club

#### Competizioni nazionali
- Campionato uruguaiano: 3

Nacional: 2002, 2005
Peñarol: 2012-2013